# Kristof Wilke
Kristof Wilke (født 17. april 1985) er en tysk tidligere roer, som konkurrerede i flere forskellige bådtyper. 
Han opnåede sit første store internationale resultat, da han vandt VM-guld for U/23 i toer uden styrmand i 2006. Året efter var han igen med til at blive U/23-verdensmester, denne gang i firer uden styrmand. Samme år var han med til at vinde sølv ved senior-EM. I 2008 kom han med i den tyske otter, der deltog i OL i Beijing og endte på en ottendeplads. Han roede fortsat i forskellige bådtyper, men til de store internationale mesterskaber var han med i otteren, og i denne båd var han med til at blive verdensmester i 2009 og de følgende to år samt europamester i 2010.
Han var igen med for Tyskland ved OL 2012 i London, hvor tyskerne var store favoritter som verdensmestre de seneste tre år. De vandt også problemfrit deres indledende heat, og i finalen tog de spidsen fra starten og holdt den, skønt de øvrige både pressede godt på, især Canada, der vandt sølv, og Storbritannien på tredjepladsen.
I 2013 var han med til at blive europamester og vinde VM-sølv i otteren, mens han i 2014 primært roede firer uden styrmand uden at opnå mesterskabsmedaljer. I 2015 roede han toer uden styrmand, men igen uden større succes. Han indstillede sin elitekarriere ved slutningen af denne sæson.